# Nowe Szkoty

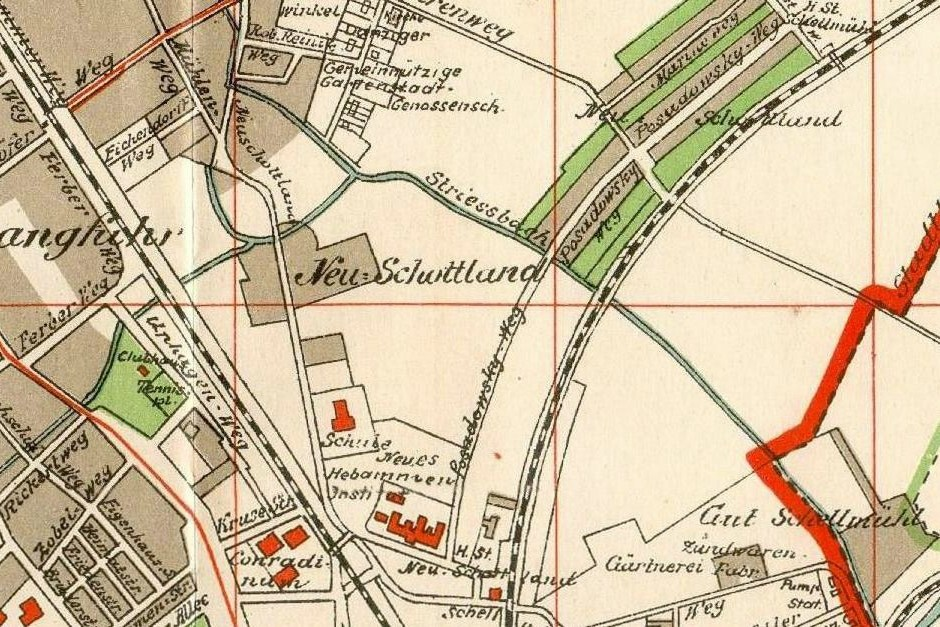
Nowe Szkoty i przystanek kolejowy Gdańsk Nowe Szkoty na planie z 1912

Nowe Szkoty (dawniej: Szotland Nowy, kaszb. Nowi Szotland, niem. Neuschottland, Neu Schottland) – osiedle w Gdańsku-Wrzeszczu, na terenie dzielnicy Wrzeszcz Dolny.
Przez Nowe Szkoty przebiega zawieszona obecnie linia kolejowa SKM Gdańsk Główny-Gdańsk Nowy Port, na trasie której znajduje się przystanek kolejowy Gdańsk Nowe Szkoty.

## Historia
Początkowo były to dobra szlacheckie, należące do Cystersów w Oliwie. W 1776 majątek ziemski został zakupiony przez króla pruskiego. Od 1779 istniał tu młyn. Nowe Szkoty były osadą rzemieślniczą, konkurencyjną wobec Gdańska. Później osiedle mieszkaniowe.
Nowe Szkoty zostały administracyjnie przyłączone do miasta w 1814.
W 1892 na Nowych Szkotach został odkryty grób pochodzący z początku epoki brązu, sprzed około 4000 lat. Jest on prawdopodobnie najstarszym dotąd odnalezionym pochówkiem na tym terenie.